# Renilla muelleri
Renilla muelleri är en korallart som beskrevs av Rudolf Albert von Kölliker 1872. Renilla muelleri ingår i släktet Renilla och familjen Renillidae. Inga underarter finns listade i Catalogue of Life.